# Meet Her at the Love Parade
Meet Her at the Love Parade is een nummer van de Duitse dj Da Hool uit 1997. Het is de eerste single van zijn debuutalbum Here Comes Da Hool.
Het nummer werd een hit in diverse Europese landen en in Australië. In Duitsland, het thuisland van Da Hool, bereikte het de 4e positie. In de Nederlandse Top 40 bereikte het nummer de 9e positie, en in de Vlaamse Ultratop 50 de 18e. Da Hool heeft het succes van "Meet Her at the Love Parade" later nooit meer weten te overtreffen.